# Familia Sackler
La familia Sackler es una familia estadounidense fundadora y propietaria de las compañías farmacéuticas Purdue Pharma y Mundipharma. Purdue Pharma, y algunos miembros de la familia, se han enfrentado a demandas judiciales relacionadas con la prescripción excesiva de fármacos adictivos, entre ellos OxyContin. Purdue Pharma ha sido criticada por su papel en la epidemia de opioides en los Estados Unidos. Han sido descritos como "la familia más malvada de Estados Unidos", y como "los peores traficantes de drogas de la Historia".
La familia Sackler ha sido retratada en varios medios audiovisuales, entre ellos en el documental Crime of the Century de HBO, el libro El imperio del dolor: La historia secreta de la dinastía que reinó en la industria farmacéutica de Patrick Radden Keefe, la miniserie de Hulu de 2021 Dopesick, el documental nominado al Oscar de 2022 All the Beauty and the Bloodshed y el 2023 Miniserie de Netflix Painkiller.

## Historia
Arthur, Mortimer y Raymond Sackler, tres hijos de inmigrantes judíos originarios de Galicia en Polonia, crecieron en Brooklyn en la década de 1930. Los tres hermanos estudiaron Medicina y trabajaron juntos en el Centro Psiquiátrico Creedmoor en Queens. A menudo se les cita como los pioneros en las técnicas de medicación que pusieron fin a la práctica de las lobotomías, y también se les considera los primeros en luchar por la integración racial de los bancos de sangre. Arthur Sackler fue considerado como el patriarca de la familia. En 1952, los hermanos compraron una pequeña empresa farmacéutica, Purdue-Frederick. Raymond y Mortimer dirigían Purdue, mientras que Arthur, el hermano mayor, se convirtió en pionero de la publicidad médica. Ideó campañas que apelaban directamente a los médicos y reclutó a destacados médicos para que respaldaran los productos de Purdue. Como uno de los coleccionistas de arte más destacados de su generación, donó la mayoría de sus colecciones a museos de todo el mundo. Después de su muerte en 1987, sus opciones sobre un tercio de Purdue-Frederick fueron vendidas a sus dos hermanos, quienes la convirtieron en Purdue Pharma.
En 1996, Purdue Pharma introdujo OxyContin, una versión reformulada de oxicodona en formato de liberación lenta. La oxicodona se inventó por primera vez en 1916 y se vendió como Eukodal, aunque se retiró del mercado en 1990 debido a problemas de adicción.
Con mucha inversión en publicidad, OxyContin es un fármaco clave en el surgimiento de la epidemia de opiáceos. Elizabeth Sackler, hija de Arthur Sackler, afirmó que su rama de la familia no participaba ni se beneficiaba de las ventas de narcóticos. Mientras algunos han criticado a Arthur Sackler por ser pionero en técnicas de marketing para promover fármacos no opioides décadas antes, el profesor Evan Gerstmann de la Universidad Loyola Marymount dijo en la revista Forbes: "Es una inferencia absurda decir que debido a que Arthur Sackler fue pionero en el marketing directo con médicos, él es responsable del uso fraudulento de esa técnica, que se produjo muchos años después de su muerte y de la que no obtuvo ningún beneficio económico". En 2018, varios miembros de las familias Raymond y Mortimer Sackler (Richard Sackler, Theresa Sackler, Kathe Sackler, Jonathan Sackler, Mortimer Sackler, Beverly Sackler, David Sackler e Ilene Sackler) fueron imputados como acusados en demandas presentadas por numerosos estados por su implicación en la crisis de los opiáceos.
En 2012, un miembro de la familia Sackler compró Stargroves, una casa solariega cerca de Newbury en el Reino Unido, por más de 15 millones de libras, su precio de cotización. Anteriores propietarios de la finca en diferentes momentos han sido Mick Jagger y Rod Stewart. La familia apareció por primera vez en la lista de Forbes de las familias más ricas de Estados Unidos en 2015.
La familia Sackler también es dueña de Mundipharma, una compañía farmacéutica de bajo perfil con importantes operaciones en China. Bloomberg News informó en 2020 que la familia había contratado a un banco de inversión para identificar a un potencial comprador del negocio. La compañía podría solicitar entre 3 y 5 mil millones de dólares en la venta.

## Donaciones para promocionar el apellido Sackler
La familia Sackler ha realizado donaciones a instituciones culturales, entre ellas el Museo Metropolitano de Arte, el Museo Americano de Historia Natural y el Guggenheim.
La familia también ha donado a universidades, como la Universidad de Harvard, la Universidad de Yale, la Universidad de Cornell y la Universidad de Oxford, aunque esta última cortó sus vínculos con la familia en 2023. La Facultad de Medicina Sackler de la Universidad de Tel Aviv llevaba el nombre de Arthur, Mortimer y Raymond Sackler por sus donaciones, aunque el nombre se eliminó en junio de 2023. Del mismo modo, el Instituto Sackler de Farmacología Pulmonar del King's College de Londres recibió su nombre de Mortimer y Theresa Sackler.
La familia Sackler ha donado en el pasado al Centro de Intercambio Cultural Internacional de China (CICEC), una organización fachada del Ministerio de Seguridad del Estado de China.
La familia Sackler contribuyó con unos 116.000 dólares al Partido Demócrata de Connecticut.

## Genealogía
- Isaac Sackler et Sophie Greenberg
  - Arthur M. Sackler]] (1913–1987) (psiquiatra, distribuidora farmacéutica y filántropa) se casó con Else Finnich Jorgensen en 1934 y se divorció, luego se casó con Marietta Lutze en 1949 y se divorció, y finalmente se casó con Jillian Lesley Tully en 1981 hasta su muerte.
    - Carol Master (n. 1941)
    - Elizabeth Sackler (n. 1948) (historiadora)
      - Michael Sackler Berner (n. 1983) (músico)

    - Arthur Felix Sackler (n. 1950)
    - Denise Marika (n. 1955)

  - Mortimer_Sackler (1916-2010) (psiquiatra, distribuidor farmacéutico y filántropo) obtuvo la ciudadanía británica y renunció a la ciudadanía estadounidense. Se casó con Theresa Elizabeth Rowling (nacida en 1949) en 1980 hasta su muerte, luego se casó con Gertraud (Gheri) Wimmer en 1969 y se divorció, luego se casó con Muriel Lazarus (1917-2009) y se divorció.
    - Ilene Sackler Lefcourt (n. 1946)
    - Kathe Sackler (n. 1948)
    - Robert Mortimer Sackler (1951-1975)
    - Mortimer A. Sackler (n. 1971)
    - Samantha Sophia Sackler Hunt (n. 1968)
    - Marissa Sackler
    - Sophie Sackler (casó con Jamie Dalrymple)
    - Michel Sackler

  - Raymond Sackler (1920–2017) (psiquiatra, distribuidor farmacéutico y filántropo) casado con Beverly Feldman en 1944 hasta la muerte de Beverly en 2019, a los 95 años.
    - Richard Sackler (n. 1945) 
      - David Sackler
      - Marianna Sackler

    - Jonathan Sackler (1955-2020)
      - Claire Sackler
      - Madeleine Sackler (n. 1983) (Cineasta ganadora del premio Emmy en 2013)
      - Miles Sackler

### Lavado de imagen
El apellido Sackler, tal como se usa en las instituciones a las que la familia ha donado, experimentó un mayor escrutinio a finales de la década de 2010 debido a la asociación de la familia con OxyContin. David Crow, en una pieza en el Financial Times, describió el apellido como "manchado" ( cf. Donantes contaminados ). En marzo de 2019, la Galería Nacional de Retratos y las galerías Tate anunciaron que no iban a aceptar más donaciones de la familia. Esto ocurrió después de que la fotógrafa estadounidense Nan Goldin amenazara con cancelar una retrospectiva planificada de su trabajo en la Galería Nacional de Retratos si la galería aceptaba una donación de 1 millón de libras de un fondo Sackler. En junio de 2019, el Centro Médico Langone de la NYU anunció que ya no aceptaría donaciones de los Sackler y desde entonces ha cambiado el nombre del Instituto Sackler de Ciencias Biomédicas a Instituto Vilcek de Ciencias Biomédicas. Más tarde, en 2019, el Museo Americano de Historia Natural, el Museo Solomon R. Guggenheim y el Museo Metropolitano de Arte de Nueva York anunciaron que no aceptarían futuras donaciones de ningún Sackler que hubiera estado involucrado en Purdue Pharma.
El 1 de julio de 2019 Nan Goldin, fotógrafa estadounidense y fundadora de PAIN, encabezó un pequeño grupo de manifestantes que desplegaron una pancarta que decía "Eliminar el nombre de Sackler" contra el fondo de la pirámide de cristal del Louvre. Según The New York Times, el Louvre de París fue el primer gran museo que "borró su asociación pública" con el apellido Sackler. El 16 de julio de 2019 el museo retiró la placa sobre las donaciones de los Sackler al museo hasta entonces situada en la entrada de la galería. En toda la galería una cinta gris cubría letreros que indicaban la sala Sackler, incluida la señalización de la colección de artefactos persas y levantinos del Louvre, que se retiró el 8 o 9 de julio. La señalización de la colección la había identificado como sala Sackler de Antigüedades Orientales desde 1997.
El Museo Metropolitano de Arte anunció que eliminaría el nombre Sackler de las galerías y de otros lugares dentro del museo en diciembre de 2021. A esto le siguió la Biblioteca Sackler de la Biblioteca Bodleiana, que desde entonces ha pasado a llamarse Biblioteca Bodleiana de Arte, Arqueología y Mundo Antiguo.
La filantropía de la familia se ha descrito como un lavado de imagen a través de las ganancias obtenidas de la venta de opiáceos. En 2022, el Museo Británico anunció que iba a cambiar el nombre de las salas Raymond y Beverly Sackler como parte del "desarrollo del nuevo plan", y que "tomó esta decisión tras discusiones colaborativas" con la Fundación Sackler.

## Demandas por opioides
En 2019, se presentó una demanda en el Distrito Sur de Nueva York que incluía a más de 500 condados, ciudades y tribus nativas americanas. En ella se nombraba a ocho miembros de la familia: Richard, Jonathan, Mortimer, Kathe, David, Beverly y Theresa Sackler, así como a Ilene Sackler Lefcourt. Además, Massachusetts, Connecticut, Rhode Island y Utah presentaron demandas contra la familia. A nivel federal, la familia se enfrentó a un total de 1.600 casos.
Según el New Yorker, Purdue Pharma desempeñó un "papel especial" en la crisis de los opiáceos porque la compañía "fue la primera en lanzarse, en la década de 1990, a persuadir al establecimiento médico estadounidense de que los opiáceos fuertes debían prescribirse mucho más ampliamente, y de que los antiguos temores de los médicos sobre la naturaleza adictiva de tales drogas eran exagerados".
A finales de 2020, el Comité de Supervisión y Reforma de la Cámara de Representantes de Estados Unidos celebró una audiencia sobre el papel de Purdue Pharma y la familia Sackler en la epidemia de opioides. "No estamos de acuerdo en muchos aspectos en este comité, algo habitual en un comité bipartidista", dijo el miembro de mayor rango, James Comer de Kentucky, "pero creo que nuestra opinión sobre Purdue Pharma y las acciones de su familia es que... son repugnantes". Los Sackler también fueron acusados de ser "adictos al dinero". Sobre las respuestas de los Sackler en la audiencia, el autor Patrick Radden Keefe afirmó que "podrían suponer un simulacro ensayado de empatía humana", pero eran "impermeables a cualquier manifestación moral genuina". Jim Cooper, un congresista de Tennessee, le dijo a David Sackler: "Verte testificar me hierve la sangre. No estoy seguro de conocer ninguna familia en Estados Unidos que sea más malvada que la tuya". De la riqueza de los Sackler, y de la de Richard Sackler en particular, Keefe afirma: "Nadie quería su dinero".
En marzo de 2021, Purdue Pharma presentó un plan de reestructuración para disolverse y establecer una nueva empresa dedicada a programas diseñados para combatir la crisis de los opiáceos. La propuesta era que la familia Sackler pagara 4.200 millones de dólares estadounidenses durante los nueve años siguientes para resolver varias demandas civiles a cambio de inmunidad frente a procesos penales. A este "cortafuegos legal" se opusieron veinticuatro fiscales generales estatales así como el fiscal general de Washington D. C. "Si se permite a los Sackler usar la bancarrota para escapar de las consecuencias de sus acciones", dijeron los fiscales estatales que calificaron la propuesta sin precedentes legales, "sería una hoja de ruta para otros malos personajes poderosos".
En una vista ante el tribunal competente para declaración de quiebras, el 7 de julio de 2021, varios estados acordaron llegar a un acuerdo. Aunque Purdue no admitió haber cometido ningún delito, los Sackler acordaron no volver a producir opioides y pagar miles de millones en daños a un fondo de caridad. Purdue Pharma se disolvió el 1 de septiembre de 2021. Los Sackler acordaron pagar 4.500 mil millones de dólares durante nueve años y la mayor parte de ese dinero financiaría el tratamiento de adicciones. El juez de quiebras reconoció que los Sackler habían movido dinero a cuentas en el extranjero para protegerlo de reclamaciones y dijo que deseaba que la cantidad del acuerdo hubiera sido más alta.
El 16 de diciembre de 2021 la jueza federal de distrito Colleen McMahon dictaminó que el juez de quiebras no tenía autoridad para otorgar inmunidad a los Sackler en casos de responsabilidad civil. Este fallo fue revocado en una apelación ante la Corte de Apelaciones del Segundo Circuito de los Estados Unidos. El fallo fue anulado en agosto de 2023 por la Corte Suprema de Estados Unidos al estar de acuerdo con la decisión anterior de un tribunal inferior de que no se podía otorgar inmunidad a la familia en casos civiles.